# Ravnovesno stanje (fizika)
Ravnovésno stánje je v termodinamiki takšno stanje sistema, pri katerem se s časom nič ne spremeni ne v sistemu, ne v njegovi okolici, porazdelitev delcev v sistemu po energiji pa ustreza Boltzmannovi porazdelitvi.
Ravnovesno stanje zajema:
- toplotno ravnovesje, ki se nanaša na izmenjavo toplote med sistemom in okolice in je parametrizirano s temperaturo
- mehansko ravnovesje, ki se nanaša na izmenjavo dela in je parametrizirano s posplošenimi silami, npr. s tlakom
- kemijsko ravnovesje, ki se nanaša na izmenjavo snovi in je parametrizirano s kemijskim potencialom